# Qaraboğaz-slätten
Qaraboğaz-slätten (azerbajdzjanska: Qaraboğaz düzənliyi: Qaraboğaz düzänliyi) är en slätt i Azerbajdzjan.   Den ligger i distriktet Sumgait, i den östra delen av landet, 40 km nordväst om huvudstaden Baku.
Runt Qaraboğaz-slätten är det i huvudsak tätbebyggt. Runt Qaraboğaz-slätten är det mycket tätbefolkat, med 3 494 invånare per kvadratkilometer.